# Philipp Furtwängler
Philipp Furtwängler   (Elze, 21 d'abril de 1869 - Viena, 19 de maig de 1940) va ser un matemàtic alemany.
Furtwängler va néixer en una família de músics constructors d'orgues; un dels seus cosins va ser el famós director d'orquestra Wilhelm Furtwängler. Després d'estudiar al sei poble natal i al institut de Hildesheim, va ingressar el 1889 a la universitat de Göttingen en la qual va tenir com professors grans matemàtics com Klein, Bürkhardt o Schönflies. El 1896 va defensar la seva tesi doctoral sobre teoria de nombres sota la direcció de Felix Klein.
Després de graduar-se, Furtwängler va ser assitent del Institut de Física de la Universitat Tècnica de Darmstadt i del Institut Geodèsic de Potsdam, abans de començar la seva carrera docent a la Landwirtschaftliche Hochschule (Escola Superior Agrària) de Bonn (1904-1907), a la Universitat Tècnica d'Aquisgrà (1907-1910) i a la universitat de Bonn (1910-1912).
El 1912, quan ja era conegut com un teòric de nombres, va ser nomenat professor de la universitat de Viena en la qual va donar classes fins a la seva jubilació el 1938. Tot i que a partir de 1916 estava impossibilitat i havia de donar les seves classes des d'una cadira de rodes, amb un assistent que escrivia les equacions a la pissarra, les seves classes sempre eren plenes de gent. Entre els seus alumnes es compta Kurt Gödel qui, segons va manifestar ell mateix, va deixar la física per les matemàtiques pures gràcies a la influència de Furtwängler.
El seu nom està associat a la demostració del teorema de l'ideal principal, que va demostrar el 1929, seguint les passes d'Emil Artin en la demostració del novè problema de Hilbert.
Per les seves contribucions a les matemàtiques, va ser escollit membre de l'Acadèmia Austríaca de Ciències el 1927 i de l'Acadèmia Prussiana de les Ciències el 1931.